# Muazzez Ersoy
Muazzez Ersoy (eigentlich Hatice Yıldız Levent; * 9. Juli 1958 in Kasımpaşa, Istanbul) ist eine türkische Sängerin.

## Biografie
Ihr Vater Yaşar Levent stammte aus der Stadt Edirne und war Taxifahrer in Istanbul. Ihre Mutter Fatma Levent arbeitete in einer Kartonfabrik.
Muazzez Ersoy heiratete 1975 und brachte ihren ersten Sohn Ender auf die Welt. Die Ehe wurde jedoch bald wieder geschieden. Nach der Scheidung verdiente sie ihren Lebensunterhalt als Arbeiterin in einer Kosmetikfirma. Nebenbei begann sie Musikunterricht zu nehmen.

## Karriere
1983 begann sie professionell als Sängerin aufzutreten – zunächst noch unter dem Namen Hatice Yıldız, später als Muazzez Ersoy. 1990 schickte sie eine Demoaufnahme an den Sender TRT und wurde daraufhin von Elenor Plak unter Vertrag genommen.
Mit ihrem ersten Album „Seven Olmaz Ki“, welches 1991 erschien und über 400.000 Exemplare verkaufte, gelang ihr ein erfolgreiches Debüt.
1994 gründete Ersoy ihr eigenes Plattenlabel unter ihrem bürgerlichen Namen „Levent Müzik Yapım“. Die folgenden „Nostalgie-Alben“ waren sehr erfolgreich. Besonders hervorzuheben ist das 1998 erschienene „Nostalji 4-5-6“, welches mit 3.500.000 verkauften Einheiten eines der erfolgreichsten Alben der türkischen Musikgeschichte ist.
Insgesamt verkaufte Muazzez Ersoy von 1991 bis 1999 über 11.500.000 Alben und ist somit die erfolgreichste Künstlerin der 1990er Jahre in der Türkei. 
Das türkische Kultusministerium verlieh ihr 1998 den Titel Devlet Sanatçısı (Staatskünstlerin). Im Jahr 2006 wurde sie Goodwill Ambassador (Botschafterin des guten Willens) des UNHCR.

## Diskografie

### Alben
| Jahr | Album                  | Übersetzung                        | Verkäufe  | Label        |
| ---- | ---------------------- | ---------------------------------- | --------- | ------------ |
| 1991 | Seven Olmaz Ki         | Es gäbe ja keinen der (mich) liebt | 400.000   | Elenor Plak  |
| 1992 | Herşeyim Sensin        | Du bist mein ein und alles         | 600.000   | Elenor Plak  |
| 1993 | Sizi Seviyorum         | Ich liebe euch                     | 500.000   | Raks Müzik   |
| 1994 | Sensizlik Bu           | Das ist es ohne dich               | 500.000   | Levent Müzik |
| 1995 | Nostalji               | Nostalgie                          | 1.200.000 | Levent Müzik |
| 1996 | Nostalji 2             | Nostalgie 2                        | 1.700.000 | Levent Müzik |
| 1997 | Nostalji 3             | Nostalgie 3                        | 1.100.000 | Levent Müzik |
| 1998 | Nostalji 4-5-6         | Nostalgie 4-5-6                    | 3.500.000 | Levent Müzik |
| 1999 | Nostalji 7-8-9         | Nostalgie 7-8-9                    | 2.000.000 | Levent Müzik |
| 2000 | Nostalji 10-11-12      | Nostalgie 10-11-12                 | 1.000.000 | Levent Müzik |
| 2002 | Senin İçin             | Für dich                           | 300.000+  | DMC          |
| 2004 | Seni Seviyorum         | Ich liebe dich                     | 210.000   | Avrupa Müzik |
| 2006 | Nankör                 | Undankbar                          | 70.000    | Avrupa Müzik |
| 2007 | Kraliçeden Nostaljiler | Nostalgien von der Königin         |           | Öncü Müzik   |
| 2010 | Mozaik                 | Mosaik                             |           | Öncü Müzik   |
| 2013 | Şarkılarla Gel         | Komm mit Liedern                   |           | DMC          |
| 2016 | 90'dan Pop             | Pop aus den 90ern                  |           | DMC          |

### Singles (Auswahl)
- 1995: Sevemedim Karagözlüm
- 1996: Kahverengi Gözlerin
- 1999: Duydum Ki Unutmuşsun

## Auszeichnungen
- 1995: Kral Türkiye Müzik Award in der Kategorie Beste Sängerin der türkischen Kunstmusik
- 1999: Altın Kelebek Award in der Kategorie Beste Sängerin der türkischen Kunstmusik
- 2000: Altın Kelebek Award in der Kategorie Beste Sängerin der türkischen Kunstmusik
- 2000: Kral Türkiye Müzik Award in der Kategorie Beste Sängerin der türkischen Kunstmusik
- 2001: Kral Türkiye Müzik Award in der Kategorie Beste Sängerin der türkischen Kunstmusik
- 2002: Altın Kelebek Award in der Kategorie Beste Sängerin der türkischen Kunstmusik
- 2004: Altın Kelebek Award in der Kategorie Beste Sängerin der türkischen Kunstmusik